# Marco Brambilla
Pour les articles homonymes, voir Brambilla.
Marco Brambilla (Milan, 1960) est un artiste et réalisateur italien.

## Biographie
Marco Brambilla étudie la réalisation à l'Université Ryerson de Toronto. Il commence à réaliser des publicités avant son premier long métrage Demolition Man (1993) avec Sylvester Stallone, Sandra Bullock et Wesley Snipes. Après Hollywood, il se tourne vers des projets photographiques et vidéos présentés dans des collections publiques ou privées. Parmi ces travaux, il y a Cyclorama au San Francisco Museum of Modern Art, HalfLife au New Museum of Contemporary Art. Pour l'organisation publique artistique new-yorkaise Creative Time, il a réalisé Superstar' pour la série 59th Minute' à Times Square en 1999, Arcadia pour Massless Medium: Explorations in Sensory Immersion près du Pont de Brooklyn en 2001. L'installation Cathedral a été présentée  durant le Festival international du film de Toronto 2008 et Civilization fait partie de la collection permanente au Standard Hotel à New York lorsqu'il ouvre en 2009.
En 2006, il a réalisé le court métrage Sync pour le film collectif destricted.

## Filmographie

### Cinéma
- 1993 : Demolition Man
- 1997 : Excess Baggage
- 2006 : Destricted - segment Sync

### Série
- 2002 : Dinotopia

## Projets artistiques
- Cyclorama, 1999
- Approach, 1999
- Superstar, 1999
- Wall of Death, 2001
- Sync, 2005
- Halflife, 2002
- Sea of Tranquility
- Cathedral, 2007
- Civilization